# Francisco "Pancho" Serra
Francisco "Pancho" Serra (Santo Tomé, 17 de julio de 1960-Villa Giardino, 4 de enero de 2022) fue un cantante y músico argentino del género de la cumbia santafesina. Fue conocido por ser el líder de la banda de cumbia tropical Pancho y La Sonora Colorada con el cual popularizó temas como Cachete, pechito y ombligo, La colita y Santander de Batunga.

## Carrera
Hizo sus estudios primarios en la Escuela Número 15 Juan de Garay de la ciudad santafesina de Santo Tomé, a 10 km al sur de la ciudad de Santa Fe. Si bien se inició en el género del folclore, se apasionó durante la adolescencia en el rock and roll y la new wave, que le permitió explotar en Argentina y América Latina con su irrupción en la cumbia.
Fue bajista y cantante de "Desliz", trío de new wave que compartía con su hermano y un amigo con el que despuntaban su fanatismo por The Police. Ambientada en el rock, la banda se creó en la ciudad de Santa Fe a principios de 1980. Probaron suerte en la ciudad de Buenos Aires, pero no tuvieron éxito. Hicieron cola en las radios con Los Pericos y otros grupos que en esa época no eran conocidos. La decepción era grande porque las cosas al principio se dieron de manera positiva: en su primer día en la Capital lo invitaron a presenciar una sesión en la que el cantante y guitarrista de rock JAF (Juan Antonio Ferreyra), que recién abandonaba la banda Riff, grababa demos de lo que más adelante sería su debut solista, Entrar en vos (1989) y, como faltó el guitarrista titular, terminó metiendo unas rítmicas. Días después hizo lo propio en una maqueta de León Gieco.
También trabajó para Memphis La Blusera, Silvina Garré y Luis Alberto Spinetta
De regreso a su provincia decidieron probar suerte en el género tropical, muy fuerte en su región, impulsado por el músico y productor Horacio "Colo" Córdoba, en ese entonces líder de Los Cartageneros. . Probaron suerte con distintas fórmulas, desde apostar por clásicos de la cumbia hasta versionar a Los Fabulosos Cadillacs y Los Abuelos de la Nada, hasta que la fama les abrió las puertas.
Luego de reconsiderar la propuesta de un amigo de cambiar de género pasó de la guitarra a la voz líder, adaptó su apodo de la infancia (Panchi) y agregó lo de "Sonora" que aparentemente estaba muy de moda en México.
Sin dudas fue el hit de 1995, Cachete, pechito y ombligo, sonando en todos los parlantes del verano argentino de 1996 y se mantuvo para siempre en los compilados de los boliches.
El tema salió en el disco Todos a bailar con Pancho y la Sonora Colorada y vendió más de 300 000 copias solo en Argentina. Su gran aporte a la versión original fue modificar el verso “Y que tal si sumamos todo lo demás” por “Y que tal si salimos todos a bailar”, la frase que se hizo leit motiv. Gran parte del éxito de la canción se debió a que se realizó una "dance version", con un sonido más pop, garantizando su difusión en estaciones de radio que no programaban música tropical, y un "extended remix" de esa misma versión para su difusión en discotecas. Ambas versiones están en el disco "Todos a Bailar con Pancho y la Sonora Colorada".
El éxito de la canción llevó a Pancho a los programas más exitosos de la época. A Almorzando con Mirtha Legrand, al living de Susana Giménez, a Movete con Carmen Barbieri, el verano en Mar del Plata junto a Juan Alberto Mateyko, y al escenario de VideoMatch conducido por Marcelo Tinelli, donde también fue víctima de la cámara oculta que tramaba Valeria Lynch. Su álbum llegó a ser disco de oro en Chile, Perú y Colombia.
En 1996 lanzó otro tema con un poco menos de popularidad que su anterior hit, llamado La colita. Grabó sus discos bajo el sello Columbia y Sony donde también incluían otros temas como El venao, El chicle, La gallinita, Tú qué te creías, El caballito, Santander de Batunga (versión tropidance), y Agarrá la onda, Lupe, entre otros.
En 2013 integró la obra de teatro musical Los magníficos, junto a Marixa Balli, Alcides y Pocho La Pantera, donde cada uno se daba su espacio para interpretar sus éxitos más recordados.
Pero poco a poco Serra se fue alejando de los medios para residir en Villa Giardino (provincia de Córdoba) durante veinte años.
En octubre de 2021 lanzó una versión tanguera de Cachete, pechito y ombligo llamada Codito con codito en relación con la problemática de la pandemia de covid-19. En el video también estuvo el cómico Ariel Taricco y el cantor Oscar Lajad.

## Fallecimiento
Falleció en su casa en Villa Giardino (provincia de Córdoba), el martes 4 de enero de 2022, víctima de complicaciones de la ELA (esclerosis lateral amiotrófica), enfermedad con la que venía luchando desde hacía seis meses. Tenía 61 años.

## Discografía
- 2009: Pancho y La Sonora Colorada: un clásico con los clásicos
  - El baile del revés,
  - La novia biónica,
  - Santander de Batunga,
  - Cachete, pechito y ombligo,
  - Todos los domingos,
  - Cumbia sobre el mar,
  - He nacido para amarte,
  - Tú qué te creías,
  - El bombón,
  - Cuando me vaya de aquí,
  - Gallinita-caballito,
  - Bailando,
  - Sábado,
  - Nena por favor,
  - La colita (remix reguetón),
  - Los mosquitos,
  - El baile del revés (remix)
  - El bombón (remix).
- 1998: Aguante La Sonora
- 1997: La fiesta de Pancho y La Sonora Colorada
  - Saca la remera,
  - Si me ponés la mano,
  - La colegiala
  - Tirado en la arena.
- 1996: Pancho y La Sonora Colorada – La Colita
  - La colita (versión remix),
  - Agarrá la onda, Lupe (versión remix),
  - La gallinita (versión remix)
  - La colita (versión tropical).
- 1995: Todos a bailar con Pancho y la Sonora Colorada
  - Cachete, pechito y ombligo,
  - Bailando,
  - Manuel Santillán, el león,
  - Morir de amor,
  - El manisero,
  - El chicle,
  - Cumbia caliente,
  - Dime,
  - Cumbia gaucha,
  - Juana La Cubana
  - Salomé.
- 1993: Pancho y La Sonora Colorada: el matador
  - El caballito,
  - Negrita,
  - Las olas y el mar,
  - Yo no bailo con Juana,
  - Ay, mamá,
  - Morenita,
  - Mil horas,
  - Carita pintada,
  - Matador
  - Suavecito.
- 1992: Pancho y La Sonora Colorada: La gallinita
  - Si te vas... déjame algo,
  - Nota de sociedad,
  - Al ritmo de la lluvia,
  - Una noche bonita,
  - Abusadora,
  - Flor de un día,
  - La gallinita,
  - Pegaíto,
  - Nada de ti,
  - Barbarita,
  - Con la puntita
  - Qué será.
- 1991: Pancho y La Sonora Colorada
  - Tirado en la arena,
  - Este loco corazón,
  - Mujer traicionera,
  - El funcionario,
  - Lluvia,
  - A sol caliente,
  - Salomé,
  - Agüita de coco,
  - Tengo una novia
  - Ya viene el lunes.

## Presentaciones televisivas
- 2018: Pasión de sábado
- 2013: Sin codificar, con la conducción de Diego Korol.
- 1996: Almorzando con Mirtha Legrand.
- 1996: Susana Giménez
- 1996: Ni idea, conducida por Lorena Paola.
- 1996: Videomatch
- 1996: Movete
- 1996: La movida del verano
- 1996: A pleno sábado, con la conducción de Hernán Caire.
- 1995: Indiscreciones de verano, con Adriana Salgueiro, Teto Medina y Marcelo Polino.